# Šport u 2005.
◄◄ | ◄ | 2002. | 2003. | 2004. | 2005.  | 2006. | 2007. | 2008. | ► | ►►
Arhitektura • Astronautika • Astronomija • Biologija • Film • Fotografija • Glazba • Kazalište • Kemija • Kiparstvo • Knjige • Književnost • Kršćanstvo • Meteorologija • Medicina • Planinarstvo • Politika • Pravo • Promet • Slikarstvo • Strip • Šport • Televizija • Znanost • Zrakoplovstvo • Željeznički promet
Šport u 2005.

## Svijet

### Natjecanja

#### Svjetska natjecanja
- 17. do 30. srpnja – Svjetsko prvenstvo u vaterpolu u Berlinu u SR Njemačkoj: prvak Srbija i Crna Gora

#### Kontinentska natjecanja

##### Europska natjecanja
- 22. siječnja do 2. veljače – Europsko prvenstvo u rukometu u Sloveniji: prvak Njemačka
- 16. do 25. rujna – Europsko prvenstvo u košarci u Srbiji i Crnoj Gori: prvak Grčka

## Hrvatska i u Hrvata

### Smrti
- 27. ožujka – Zulejka Stefanini, hrvatska atletičarka (* 1912.)

## Vanjske poveznice
|  | Zajednički poslužitelj ima još gradiva o temi Šport u 2005. |